# 苏联街机博物馆
苏联街机博物馆（俄语：Музей советских игровых автоматов）是一家收藏苏联从20世纪70年代中期生产的街机的私人历史博物馆，成立于2007年4月13日。

## 历史
这间博物馆是由莫斯科理工大学的三个毕业生亚历山大·斯达卡诺夫、亚历山大·弗戈曼和马克西姆·皮尼钦于2007年在学校宿舍的地下室防空洞建立的。那时博物馆里有37款游戏，但只有星期三开馆，且要进入馆内必须提前预约。斯达卡诺夫在谈到开馆的原因时说：“我们一开始想在家里玩‘海战’游戏。后来我们意识到，游戏不仅对我们自己，还有对我们的朋友来说都很有趣。”
创办者们首先前往废物填埋场、废弃的少先队营地、公园、文化中心和电影院寻找街机。他们用210卢布买下了第一批展品中的某些机器。然而他们却未能实现找回“海战”之梦，因为收集来的街机根本不完整。在当时，几乎收集来的所有街机都不能正常工作，甚至有一台街机还是由三台坏了的机器组装成的。2010年4月，博物馆搬迁到一家工厂的废弃车间，开始每日营业，展品数量也达到了40台。次年8月，又搬迁到鲍曼大街上，并增加了数十台设备。
2013年，街机博物馆在圣彼得堡一座18世纪用作马车库的建筑物里开设了分馆。分馆拥有五十多台正常工作的老街机。据该馆介绍，2016年来分馆参观的人数超过23,000人，比2015年增加了9%。
2014年8月底，街机博物馆的第三家分馆在喀山的克里姆林街开业，展出40余台街机。但喀山分馆并未营业太久，于2015年1月12日闭馆。
自2015年6月，莫斯科街机博物馆改为现址，共有80台左右投币机。2017年，它迎来了开馆十周年纪念。

## 活动
街机博物馆的莫斯科馆和圣彼得堡分馆定期举办一些活动。有一个成立于2014年的电脑游戏博物馆的子计划，至今仍以临时展览的形式存在。展品的核心是30余台八个世代的游戏机，其中绝大多数都还能使用。这个计划曾在俄罗斯国家经济成就展上，在圣彼得堡分馆的大厅展出。两间博物馆经常参与所在城市的市民活动，在社交软件（如VKontakte）和广播等媒体上展出展品。
此外，两馆有时还会展出电影胶片、举办讲座、乒乓球和棋类比赛和讲习班等。

## 收藏品
馆藏的第一批俄国以外的街机在1971年于莫斯科高尔基公园举办的世界娱乐与游戏展“吸引力71”上展出。数年后，苏联文化部（今俄罗斯联邦文化部）才下令生产街机，由22家国防工厂实施，这其中就包含生产“海战”街机的工厂。生产过程的用料包括微型电路、合金和塑料，工程师则参与到街机和游戏的制作中。但是这个过程并不合理：工程师把国外街机零件的复制品中可用的部件组装在一起，但组装的这些部件并不合适；工程师们不得不以复杂电路来代替处理器。此外游戏中的主题和人物也被改换，例如外星人和牛仔被改成了俄国故事中的人物。这些街机的主题和内容应当指引青少年从事有用的工作，例如出租车司机。苏联时代，总计大约生产了90种左右街机，其中有些完全复制自西方的街机，而大多数都能在苏联见到。
苏联街机娱乐行业发展早期，所有街机都由同一家公司拥有，然而这家公司的财政计划催生了腐败。在20世纪80年代早期，另一个机构为了制造和销售街机而成立。苏联解体之后，街机的生产停滞了。
时至今日，街机博物馆的每个分馆都有超过50台街机。除了街机之外，馆内还有售卖苏打水的贩售机和自动售币机。馆藏最早的街机生产于1979年。几乎所有的街机都接受15戈比硬币。机器先测量硬币的大小，再利用惯性翻转之。这样就能分辨出其他金属制造的硬币，因为质地不同，重量和翻转速度就不同。

## 获得的奖项
- 青年互动娱乐领域最佳组织（2016年）[28]
- 最佳专业博物馆（2017年）[29]
- 全俄博物馆多媒体节游戏与解谜类冠军（2017年）[30]

## 图库

莫斯科馆
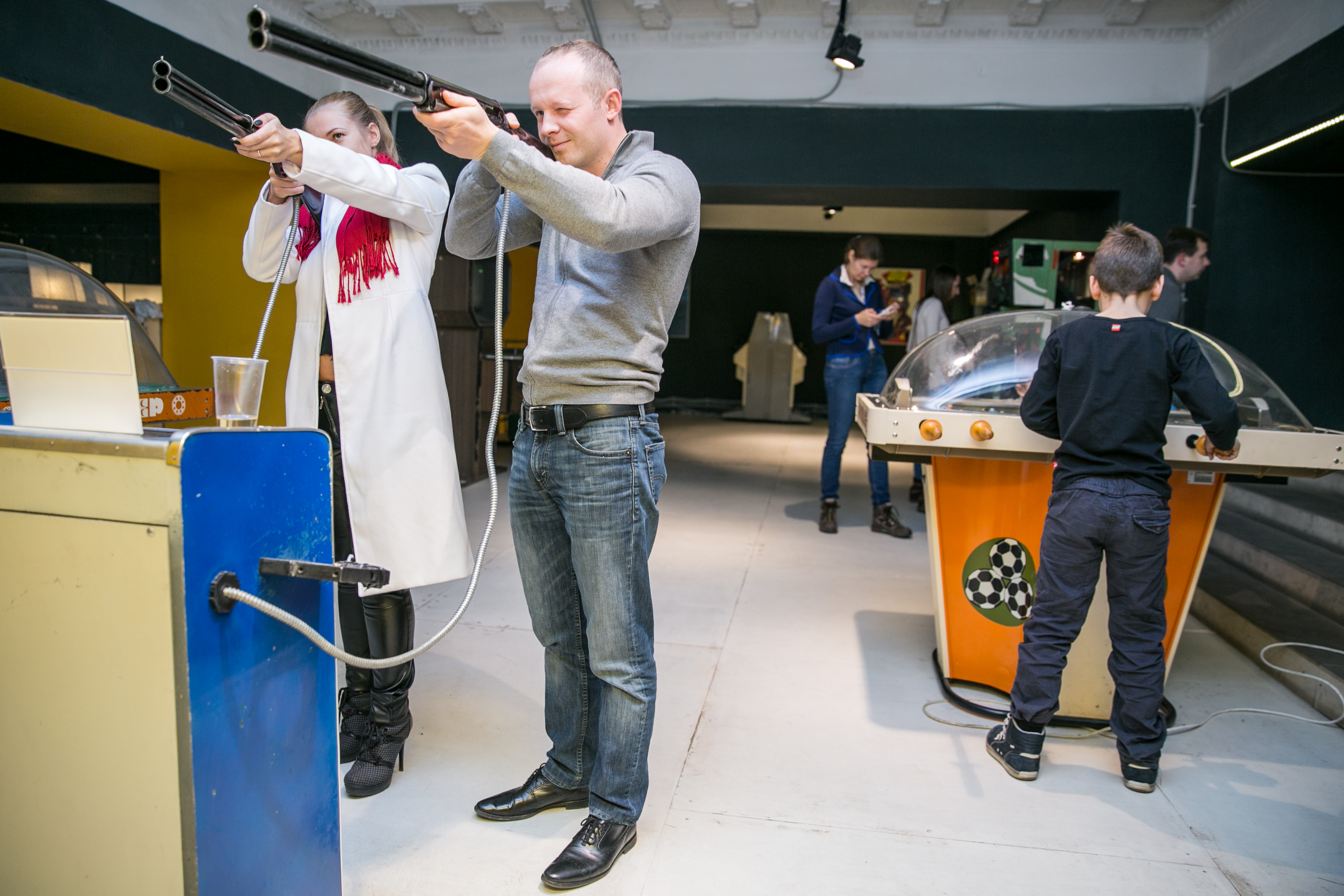
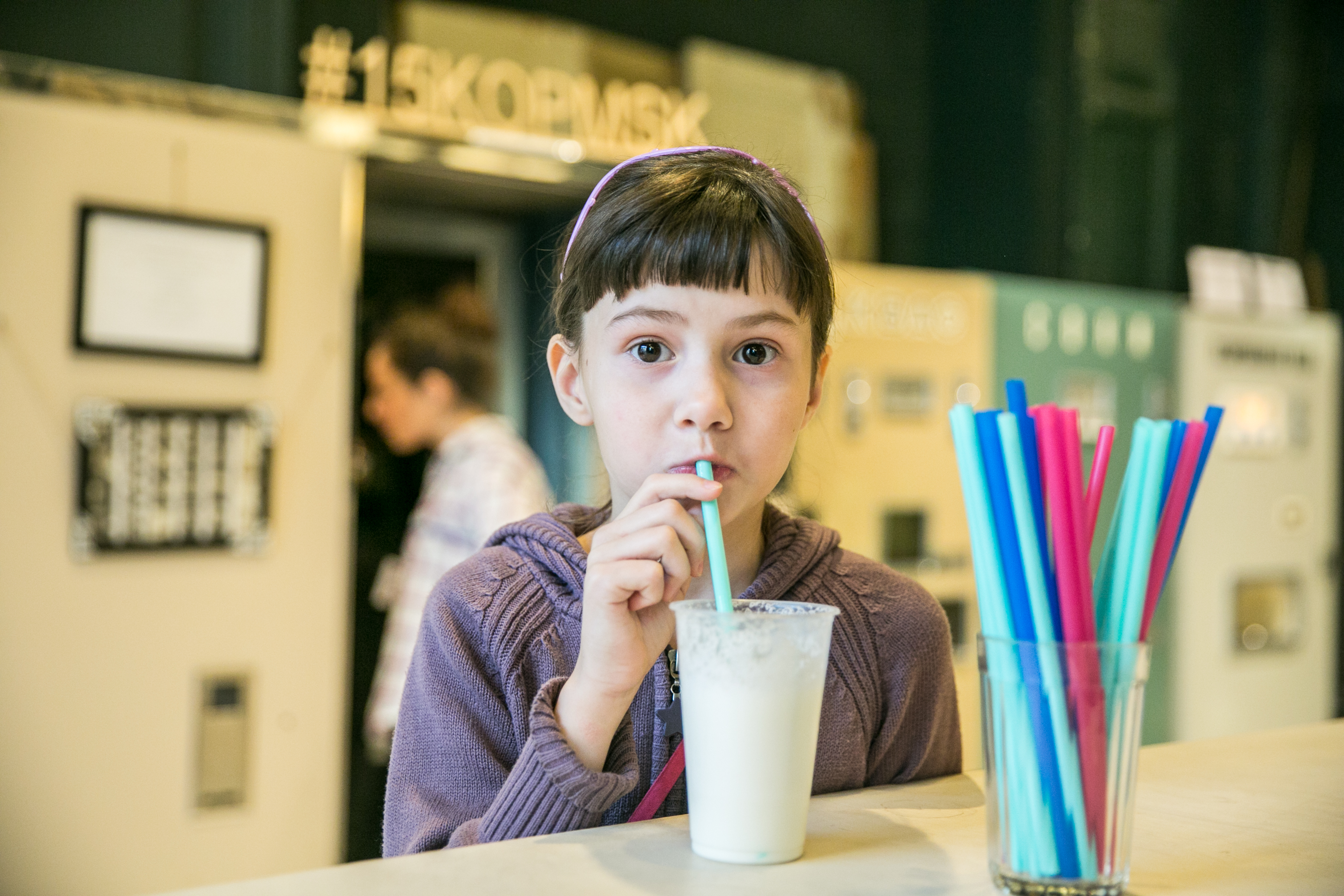
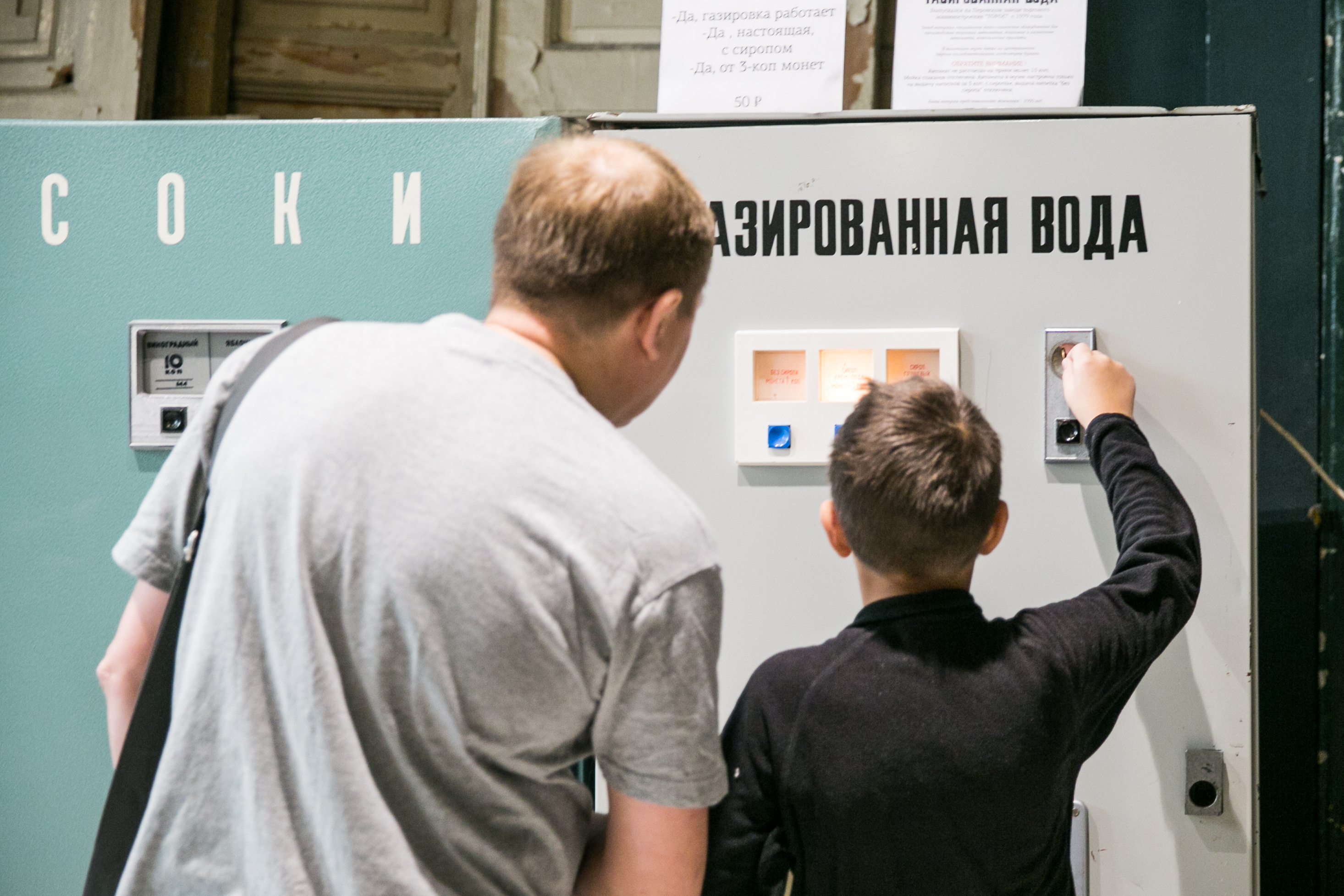
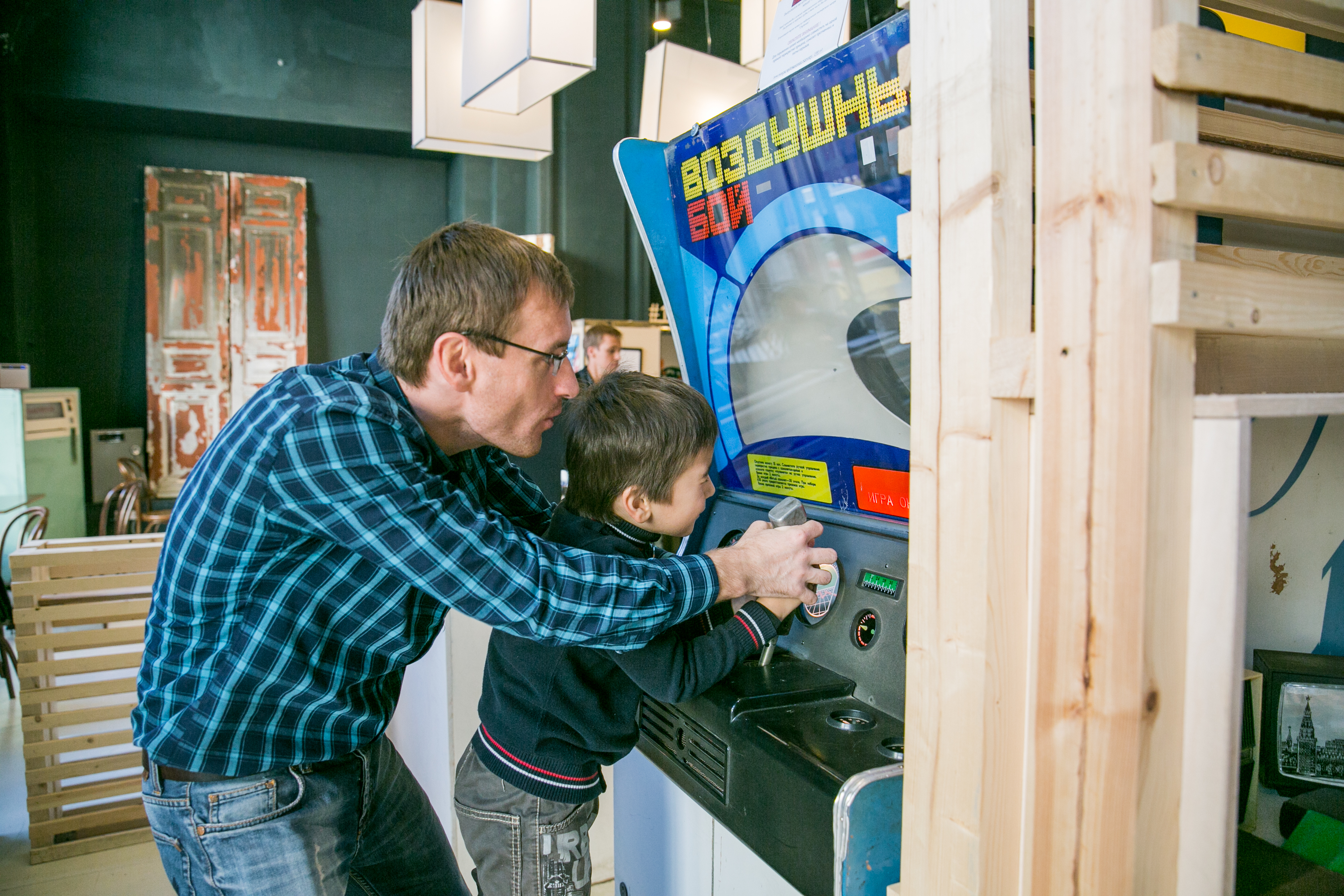

圣彼得堡馆
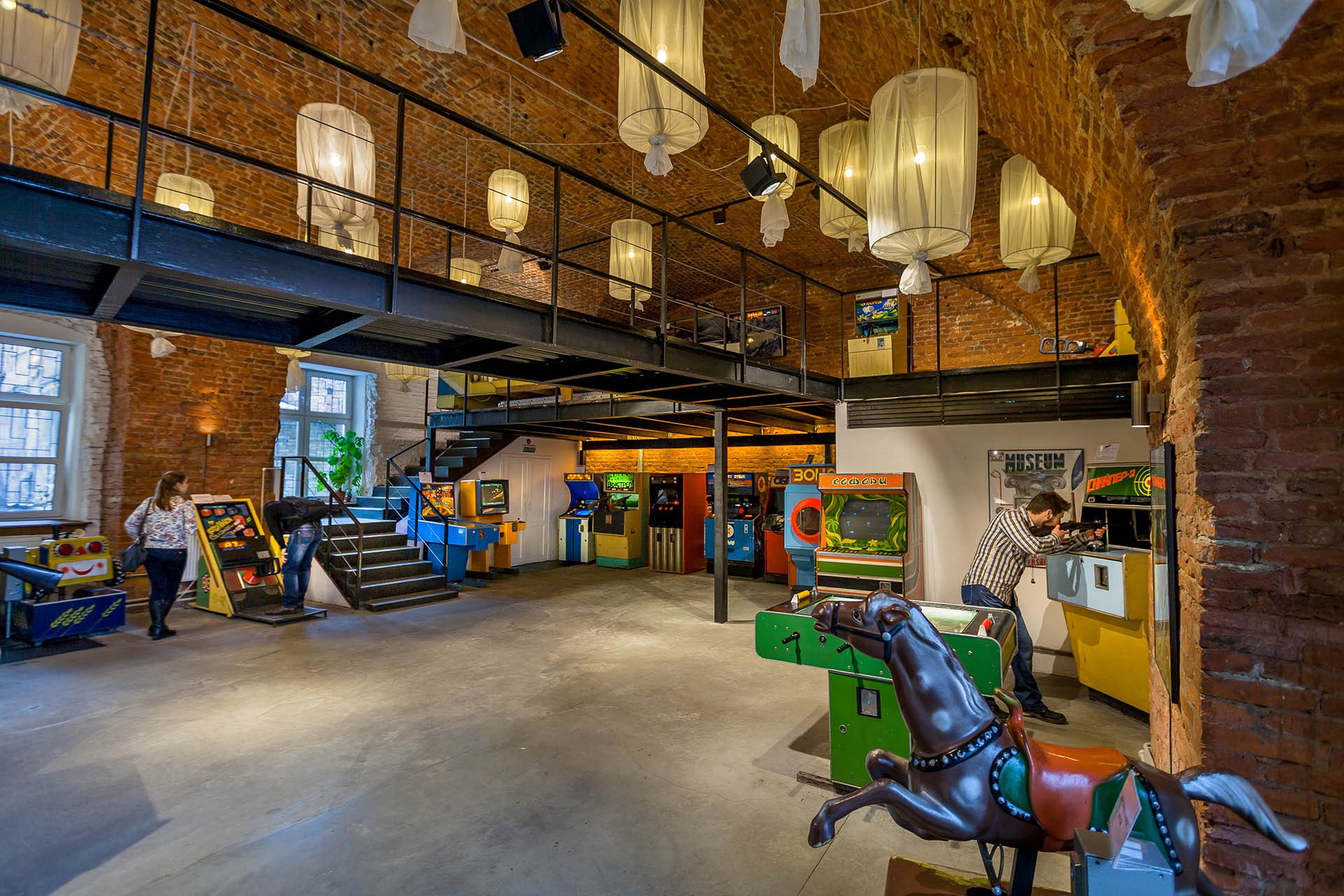
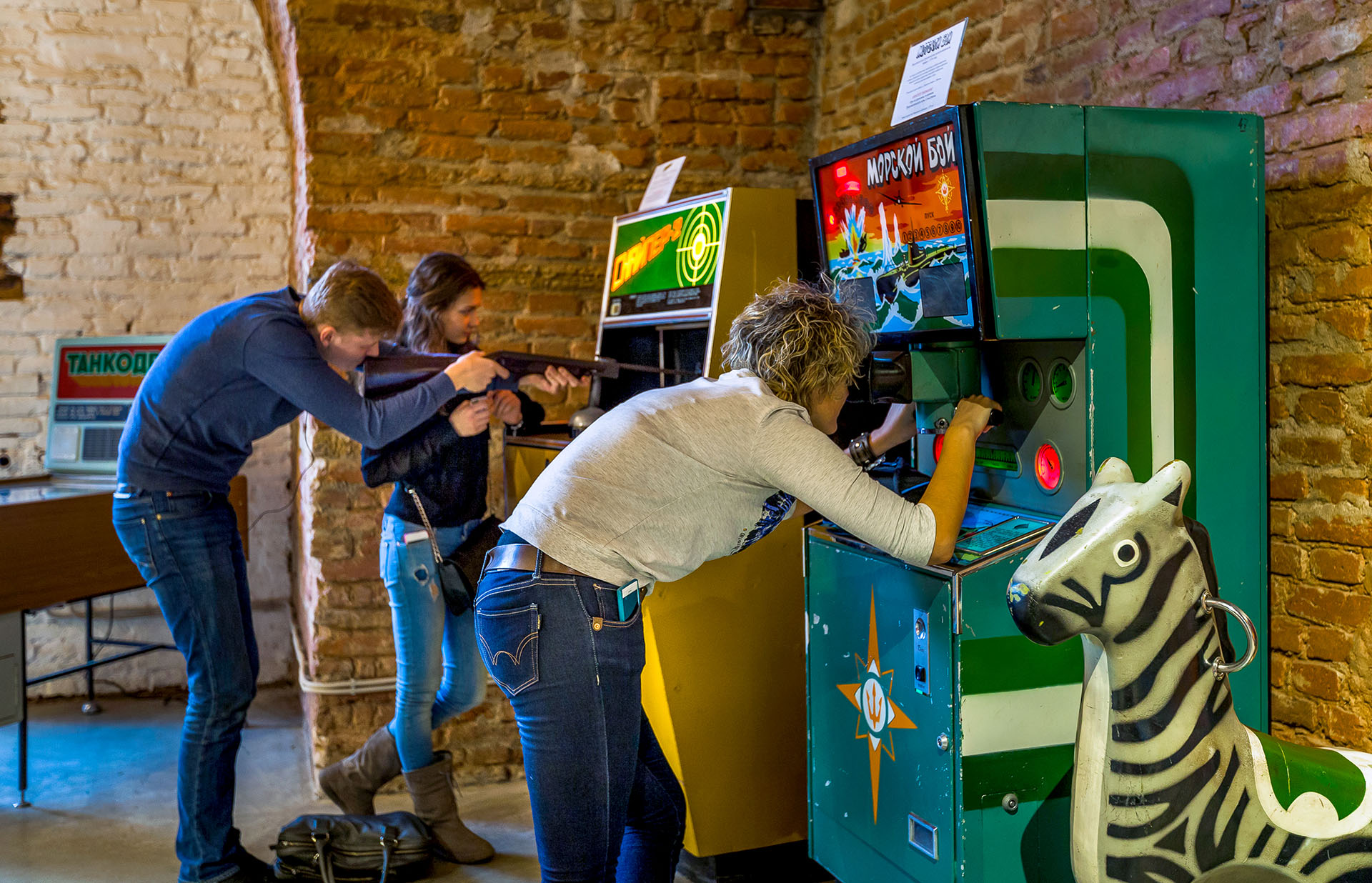
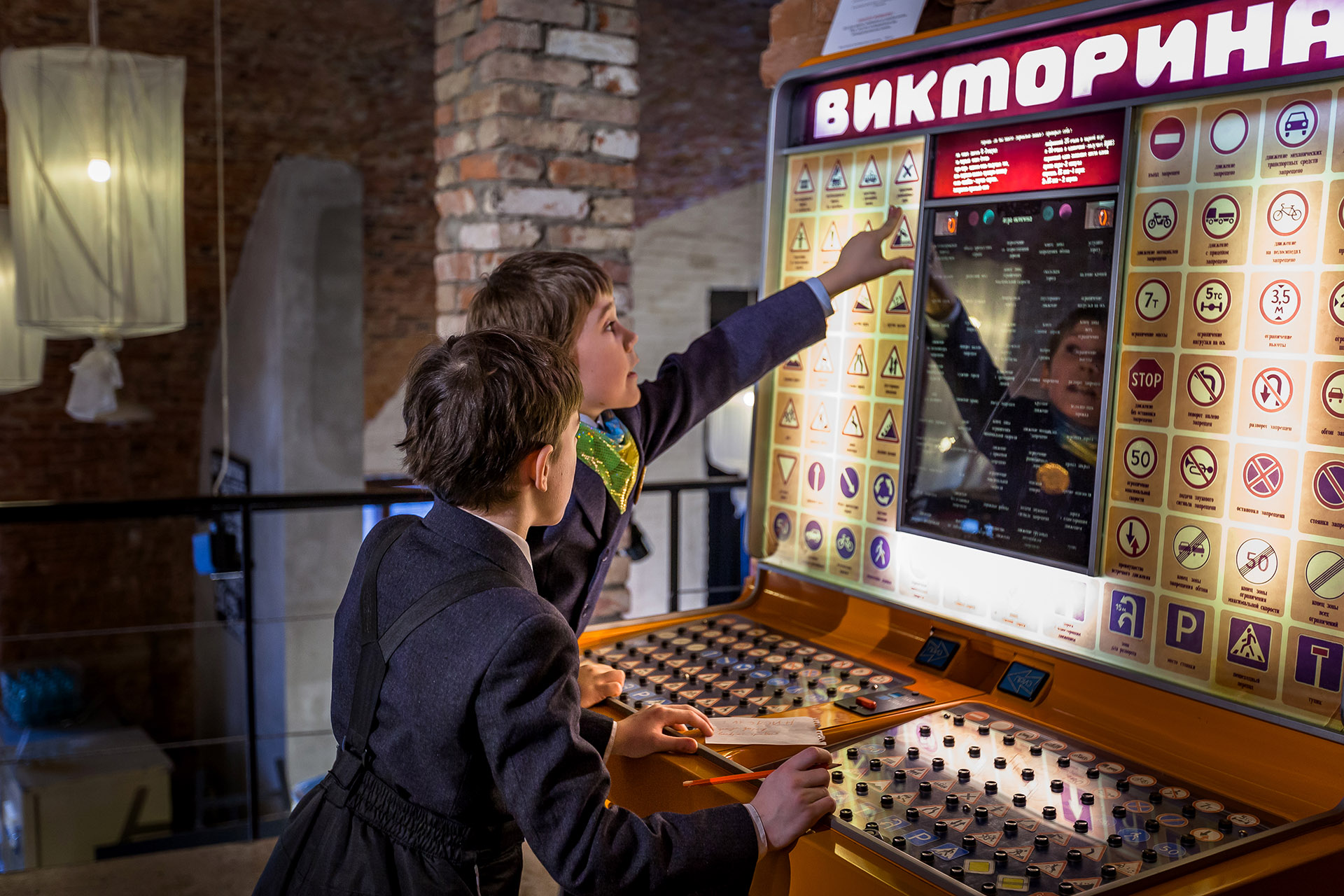
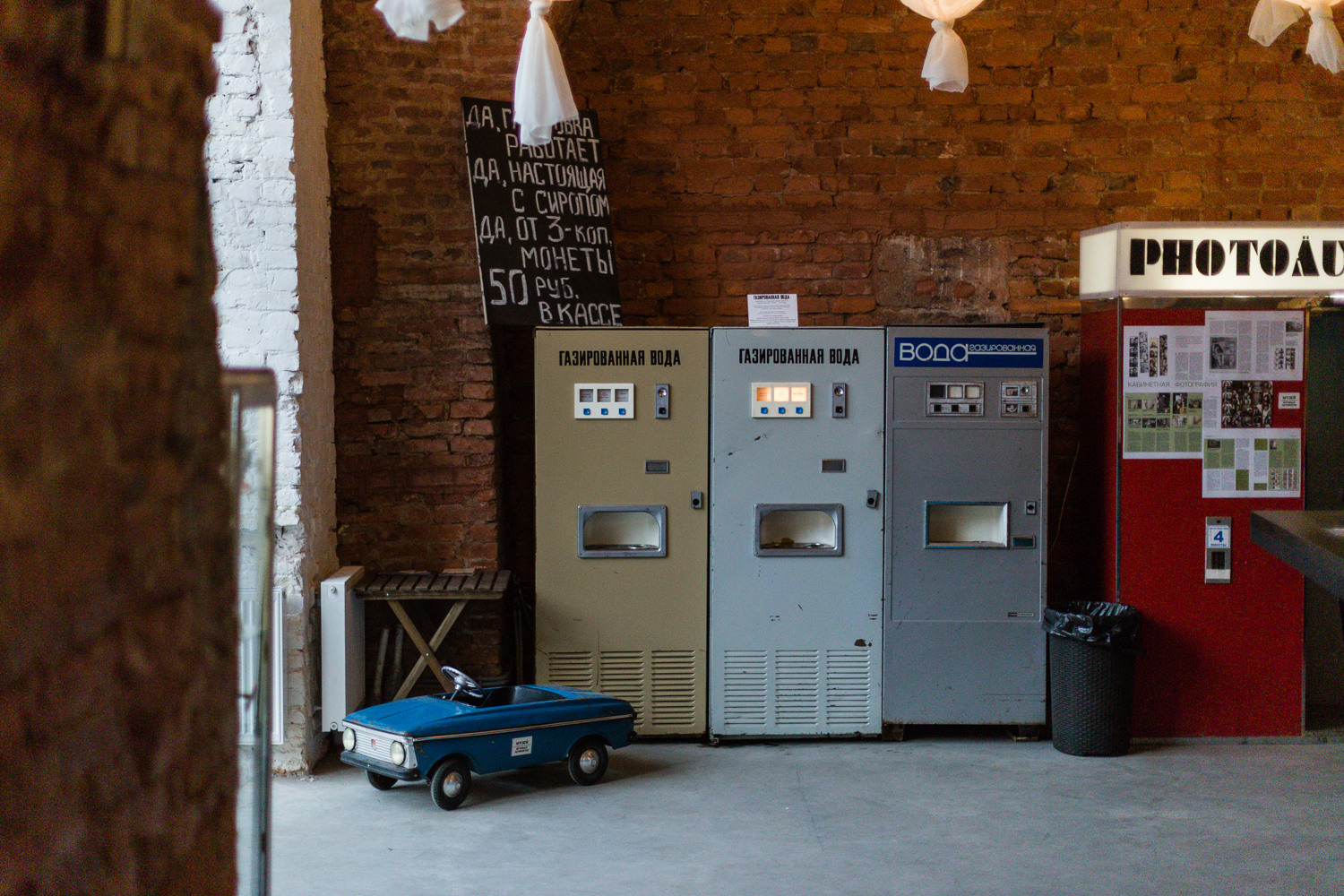